# Salsola makranica
Salsola makranica là loài thực vật có hoa thuộc họ Dền. Loài này được Freitag miêu tả khoa học đầu tiên năm 1997.